# Бель (Казахстан)
Бель (каз. Бел) — станційне селище у складі Кордайського району Жамбильської області Казахстану. Входить до складу Отарського сільського округу.
До середини 2010-их років існувало два населених пункти — село Киргизстан та селище Бель.
Населення — 214 осіб (2021; 492 у 2009, 146 у 1999, 9 у 1989).